# (467120) 2016 EG73
(467120) 2016 EG73 es un asteroide perteneciente al cinturón de asteroides, descubierto el 21 de mayo de 2004 por el equipo Spacewatch desde el Observatorio Nacional de Kitt Peak (Arizona, Estados Unidos).